# Le Ragoût du septuagénaire
Le Ragoût du septuagénaire (titre original: Septuagenarian Stew: Stories & Poems) est un recueil de nouvelles et poèmes écrit par Charles Bukowski.
Le livre a été publié pour la première fois en 1990 par Black Sparrow Books.